# Фолклорен танцов ансамбъл „Никола Гинов“
Фолклорен танцов ансамбъл „Никола Гинов“ (до 2013 година – Фолклорен танцов ансамбъл „Емона“) е фолклорен ансамбъл в град Бургас, България.
Основан е през 1974 година като група за традиционни български и руски танци към Младежкия културен център и първоначално е ръководен от Ася Бораджиева, а след това от Дора Барева (1975 – 1977), Никола Гинов (1978 – 2012) и неговия син Димитър Гинов (от 2012).